# James Munkres
James Raymond Munkres (* 18. Februar 1930 in Omaha, Nebraska) ist ein US-amerikanischer Mathematiker, der sich mit Differentialtopologie und kombinatorischer Topologie befasst.
Munkres studierte an der Nebraska Wesleyan University mit dem Bachelor-Abschluss 1951 sowie an der University of Michigan mit dem Master-Abschluss 1952 und der Promotion bei Edwin Moise 1956 (Some applications of triangulation theorems). Von 1955 bis 1957 war er Instructor an der University of Michigan und ab 1957 an der Princeton University (Fine Instructor). 1960 wurde er Assistant Professor und 1966 Professor am Massachusetts Institute of Technology, an dem er 2000 emeritierte.
Er entwickelte eine Obstruktionstheorie der Glättung von Homöomorphismen. Munkres ist für ein einführendes Lehrbuch der Topologie bekannt und schrieb einige weitere Lehrbücher.
Nach ihm und Harold W. Kuhn ist der Kuhn-Munkres-Algorithmus benannt. Er ist Fellow der American Mathematical Society. Von 1965 bis 1967 war er Sloan Research Fellow.
Munkres ist seit 1964 verheiratet und hat zwei Kinder.

## Schriften
- Topology -a  first course, Prentice-Hall 1974, 2. Auflage 2000
- Elementary Differential Topology, Princeton University Press, 1963, 1966
- Elementary Linear Algebra, Addison-Wesley 1964
- Elements of Algebraic Topology, Addison-Wesley 1984
- Analysis on Manifolds, Addison-Wesley 1991